# Passaporte italiano
O passaporte italiano é o documento oficial emitido pela Polícia de Estado que identifica o nacional italiano perante as autoridades de outros países, permitindo a anotação de entrada e saída pelos portos, aeroportos e vias de acesso internacionais. Permite também conter os vistos de autorização de entrada. Os cidadãos italianos podem usar, além disso, seus documentos de identidade para ingressar nos países signatários do Acordo de Schengen.
Passaportes biométricos  () são emitidos desde 26 de outubro de 2006.

## Aparência física
Os passaportes italianos compartilham o layout padrão dos passaportes da União Europeia, de cor Borgonha. A capa é ilustrada com o Brasão de armas da Itália no centro. A palavra Passaporto, "Passaporte" em italiano, está inscrita abaixo do brasão, enquanto as palavras Unione Europea e Repubblica Italiana, "União Europeia" e "República Italiana" em italiano respectivamente, está acima.

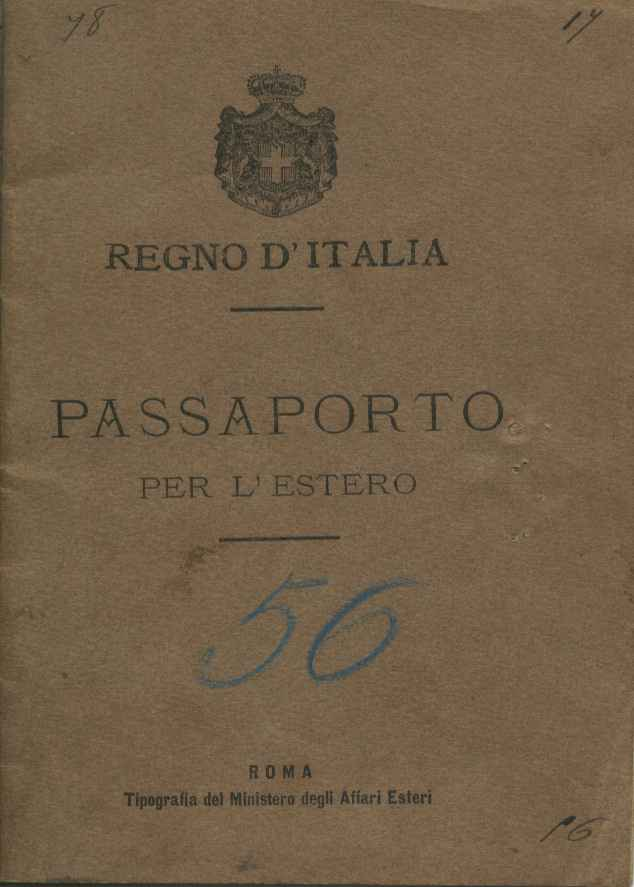
Passaporte emitido em 1901
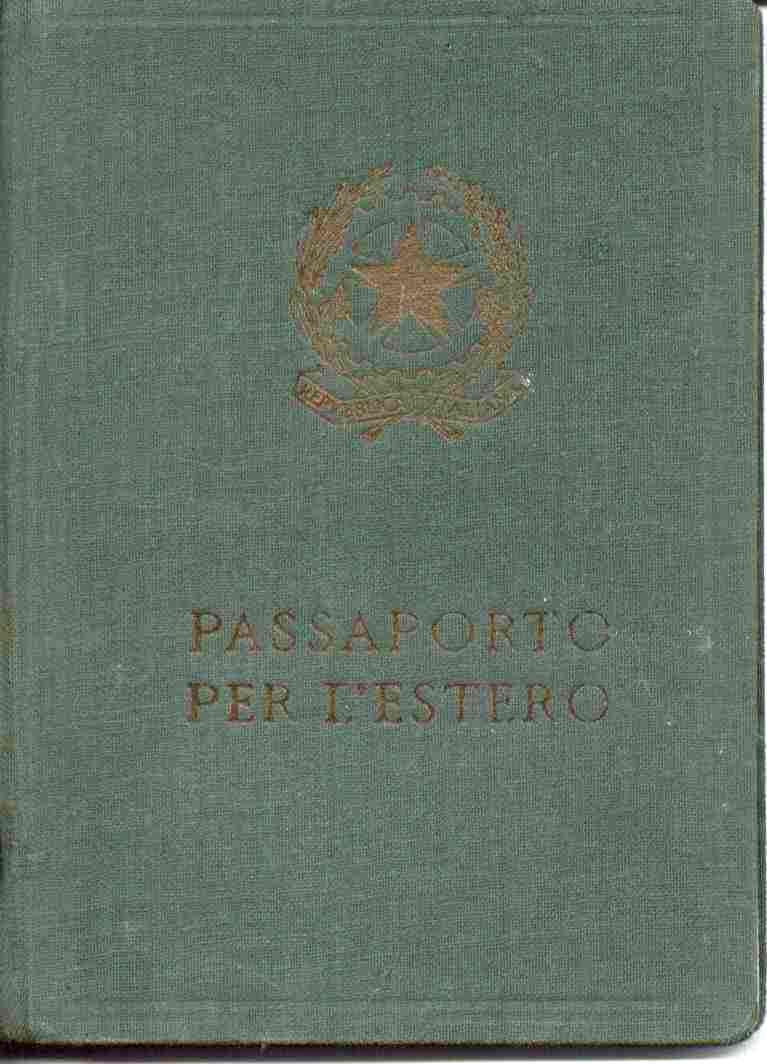
Passaporte emitido em 1953
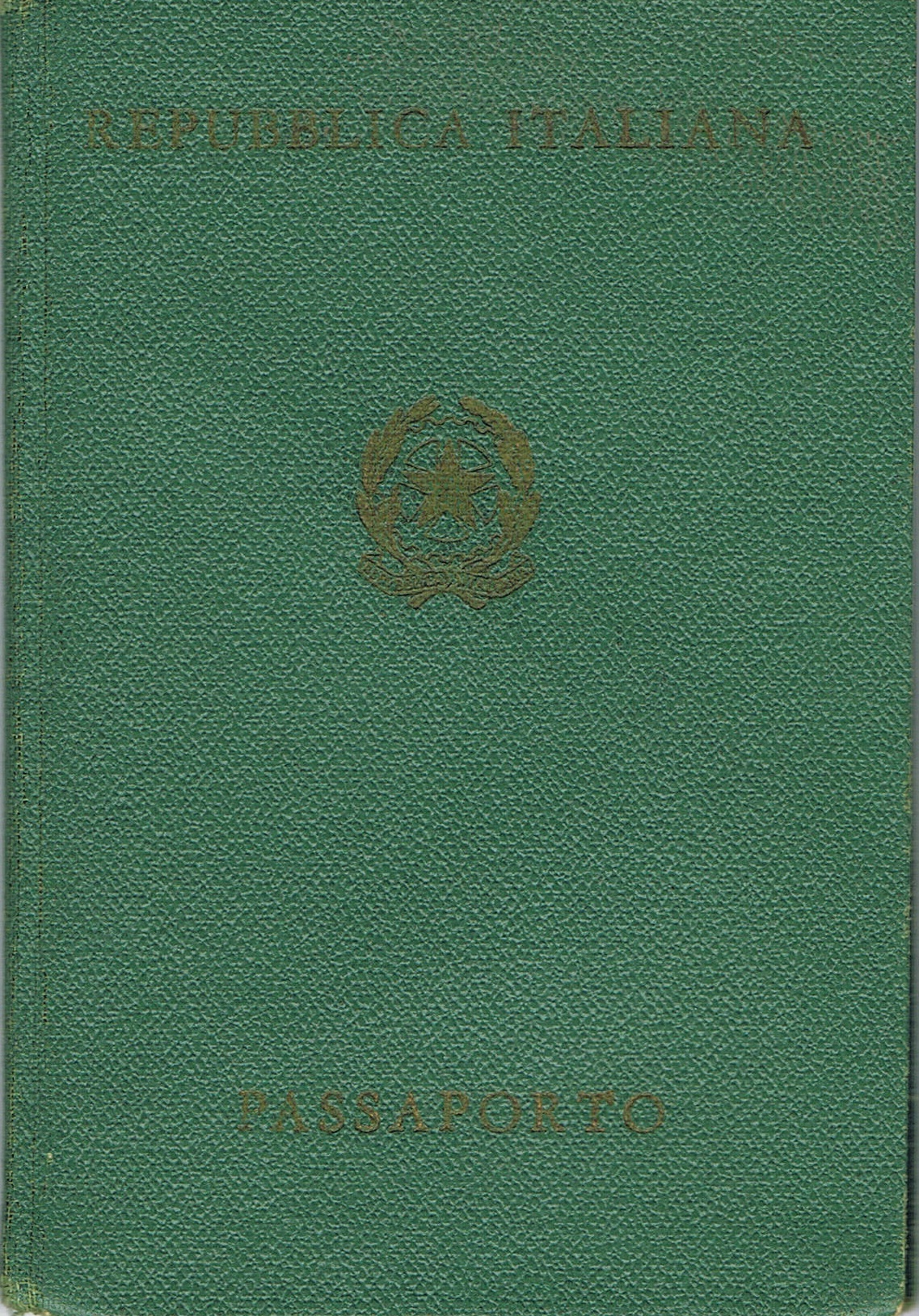
Passaporte emitido em 1966
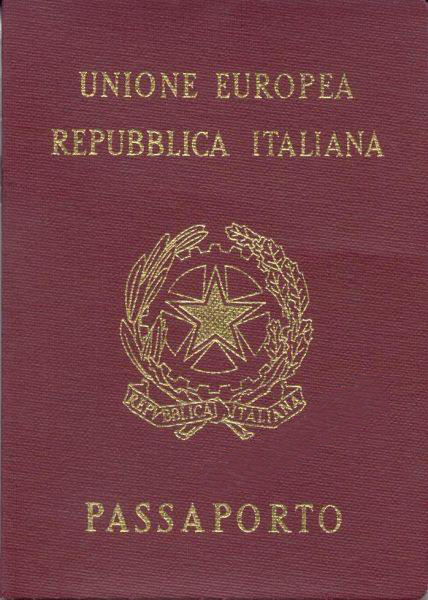
Passaporte emitido em 2004

### Página de identificação do passaporte
Encontra-se na página 2 e possui a seguinte informação:
- Fotografia do portador
- Tipo (P)
- Código do país emissor (ITA)
- Passaporte nº.
- Sobrenome
- Nomes
- Nacionalidade (ITALIANA)
- Data de nascimento
- Sexo
- Local de nascimento
- Data de emissão
- Válido até
- Autoridade
- Assinatura do portador

## Emissão
O passaporte italiano é emitido pelo Ministério das Relações Exteriores, por:
- Questure (postos provinciais da polícia estatal) na Itália;
- Consulados e embaixadas italianas no exterior.

Contudo, cidadãos italianos podem requerer o passaporte na Arma dos Carabineiros e nos postos de polícia (Commissariati). Desde a implementação do passaporte biométrico em 2006, os requerentes devem aparecer pessoalmente nos postos da polícia para que as impressões digitais sejam coletadas; crianças com menos de 12 anos estão isentas, mas devem aparecer pessoalmente.